# Булатов, Анатолий Павлович
Анатолий Павлович Булатов (14 сентября 1939, Лемазы, Башкирская АССР — 23 декабря 2017, Курганская область) — доктор биологических наук, профессор.

## Биография
Анатолий Павлович Булатов родился 14 сентября 1939 года в деревне Нижне-Лемазы Лемазинского сельсовета Дуванского района Башкирской АССР, ныне деревня объединена с селом Верхне-Лемазы в село Лемазы того же сельсовета и района Республики Башкортостан.
Окончил Ярославскую школу Дуванского района.
В 1963 году окончил зооинженерный факультет Курганского сельскохозяйственного института.
Трудовую деятельность начал главным зоотехником колхоза «Маяк» Менщиковского сельсовета Белозерского района Курганской области.
В 1965 году был зачислен аспирантом Курганского сельскохозяйственного института, с 1968 года заместитель декана зоотехнического факультета. В 1969 году защитил кандидатскую диссертацию на тему «К использованию сенажа и силоса из проявленной люцерны в рационе дойных коров».
С 1971 по 1980 годы работал заведующим кафедрой кормления и разведения сельскохозяйственных животных Тюменского сельскохозяйственного института. В 1972 году присвоено учёное звание доцента.
С 1981 по 1988 годы заведовал Курганским отделом физиолого-биохимических основ производства говядины Всесоюзного научно-исследовательского института физиологии, биохимии и питания сельскохозяйственных животных (город Боровск, Калужская область). В октябре 1986 года защитил докторскую диссертацию, в мае 1987 года ему присвоена учёная степень доктора биологических наук.
С 1988 по 2011 годы работал заведующим кафедрой кормления сельскохозяйственных животных и научным руководителем проблемной лаборатории по физиологии, биохимии и питанию сельскохозяйственных животных Курганской государственной сельскохозяйственной академии имени Т. С. Мальцева. В 1989 году утверждён в учёном звании профессор.
Проживал в посёлке КГСХА села Лесниково Кетовского района Курганской области.
Анатолий Павлович Булатов умер после тяжёлой болезни 23 декабря 2017 года <где?>. Прощание было 25 декабря около корпуса факультета биотехнологии КГСХА. Похоронен <где?>.

## Научная деятельность
А. Булатов был специалистом в области кормления сельскохозяйственных животных и технологии кормов. Им изучена энергетическая, протеиновая, минеральная и витаминная питательность кормов. Отработана технология производства сенажа из различных кормовых культур применительно к условиям Зауралья. Разработана рецептура и определена продуктивная ценность рационов из кормовых ресурсов Зауралья.
Неоднократно назначался председателем Государственных экзаменационных комиссий в Тюменском, Омском, Курганском сельскохозяйственном институтах, был членом специализированного совета по защите диссертаций на соискание учёной степени доктора наук при Сибирском научно-исследовательском институте животноводства Сибирского отделения РАСХН и членом диссертационного совета в Омском аграрном университете.
Под его руководством 31 аспирант защитил кандидатские диссертации и 8 — докторские диссертации.

### Научные труды
Опубликовал свыше 250 научных и научно-методических работ, в том числе 7 учебных пособий с грифом учебно-методического объединения Министерства сельского хозяйства и продовольствия Российской Федерации, 12 книг, 16 учебно-методических работ, 13 рекомендаций.
- Булатов А. П. Аминокислотный состав кормов в Тюменской области. — Омск: ОмСХИ, 1976. — 37 с. — 1000 экз.[5]
- Булатов А. П. Кормосмеси на основе силоса для молочного скота. — Омск: ОмСХИ, 1980. — 39 с. — 500 экз.[6]
- Булатов А. П. Приготовление и комплексная оценка сенажа. Учеб. пособие. Специальность 1506. — Омск: ОмСХИ, 1975. — 64 с. — 1000 экз.[7]
- Булатов А. П. Основы консервирования и использования растительных кормов. — Челябинск: Южно-Уральское книжное издательство, 1992. — 223 с. — ISBN 5-7688-0553-2.
- Булатов А. П., Лушников Н. А. Основы консервирования и использования растительных кормов. — Челябинск: Юж. Урал. кн. изд-во, 1992. — 223 с. — 2500 экз. — ISBN 5-7688-0553-2.[8]
- Булатов А. П., Курдоглян А. А. Раздой коров: теория и практика. — Курган: Зауралье, 2006. — 232 с. — ISBN 5-87247-408-3.
- Булатов А. П., Ярмоц Л. П. Кормовая база современного животноводства. — Курган: Зауралье, 2002. — 240 с. — ISBN 5-87247-259-5.
- Булатов А. П., Лушников Н. А., Усков Г. Е., Азаубаева Г. С. Рациональное использование протеина кормов: теория и практика. — Курган: Зауралье, 2006. — 208 с. — ISBN 5-87247-431-8.
- Булатов А. П., Лушников Н. А., Кармацких Ю. А. Кормовые ресурсы Зауралья и их рациональное использование в животноводстве. — Курган: КГСХА, 2010. — 266 с. — 200 экз. — ISBN 5-87247-431-8.
- Бабаринов И. В., Булатов А. П. Основы производства и переработки говядины. — Курган: КГСХА, 2003. — 151 с. — ISBN 5-87247-334-6.
- Курдоглян А. А., Булатов А. П. Повышение продуктивности коров: теория и практика. — Куртамыш: Куртамышская типография, 2008. — 206 с. — 300 экз. — ISBN 978-5-91596-047-2.
- Миколайчик И. Н., Булатов А. П. Кормление молодняка свиней: теория и практика. — Куртамыш: Куртамышская типография, 2008. — 235 с. — ISBN 978-5-98271-098-7.
- Овсянников Б. П., Булатов А. П., Белетков М. П. Приготовление и использование сенажа. — Челябинск: Юж. Урал. кн. изд-во, 1973. — 83 с. — 4000 экз.[9]
- Овсянников Б. П., Булатов А. П., Ярушин А. Ф. Технология заготовки сенажа в Курганской области. — Курган, 1970. — 32 с. — 1500 экз.[10]
- Технологические основы производства, переработки и хранения продукции животноводства / учебное пособие для студентов вузов / Ред. А. П. Булатов. — Курган: Зауралье, 1999. — 374 5-87247-151-3 с. — ISBN 5-87247-151-3.
- Практикум по кормлению сельскохозяйственных животных. Ч. 1. Оценка питательных кормов. Корма / ред. А. П. Булатов. — Куртамыш: Куртамышская типография, 2008. — 196 с. — 200 экз. — ISBN 978-5-91596-015-1.
- Практикум по кормлению сельскохозяйственных животных. Ч. 2. Нормированное кормление сельскохозяйственных животных и птицы / ред. А. П. Булатов. — Куртамыш: Куртамышская типография, 2008. — 334 с. — 200 экз. — ISBN 978-5-91596-019-9.

## Награды и звания
- Заслуженный деятель науки Российской Федерации (29 декабря 1994) — за заслуги в научной деятельности
- Медаль «Меценат столетия»
- Премия Губернатора Курганской области в сфере науки, техники и инновационной деятельности (2007)[11]
- Дипломы Всесоюзного Совета научно-технических обществ и Губернатора Курганской области — за лучшие научные, научно-исследовательские и проектно-конструкторские разработки
- Почётные грамоты Курганского областного Совета народных депутатов и Администрации Курганской области
- Победитель Всероссийского конкурса «Аграрная учебная книга»
- Почётный житель с. Лесниково[12]

## Семья
Жена Галина Николаевна — бухгалтер, дочери Ольга и Юлия — служащие.